# Ri Sung-ryool
Ri Sung-Ryool (koreanisch 리성렬; * 5. Dezember 1942 in Chungsan) ist ein ehemaliger nordkoreanischer Eisschnellläufer.
Ri trat international erstmals bei der Mehrkampfweltmeisterschaft 1963 in Karuizawa in Erscheinung, wobei er den 36. Platz im Großen Vierkampf errang. Im folgenden Jahr belegte er bei der Mehrkampfweltmeisterschaft in Helsinki den 27. Platz im Großen Vierkampf und bei seiner einzigen Teilnahme an Olympischen Winterspielen im Februar 1964 in Innsbruck den 30. Platz über 500 m sowie den 14. Rang über 1500 m. Letztmals international startete er bei der Mehrkampfweltmeisterschaft 1965 in Oslo, wobei er auf den 32. Platz im Großen Vierkampf kam.

## Persönliche Bestzeiten
| Disziplin | Zeit        | Datum            | Ort       |
| --------- | ----------- | ---------------- | --------- |
| 500 m     | 43,0 s      | 4. Februar 1964  | Innsbruck |
| 1500 m    | 2:11,7 min  | 24. Februar 1963 | Karuizawa |
| 5000 m    | 8:08,6 min  | 24. Februar 1963 | Karuizawa |
| 10.000 m  | 17:28,4 min | 31. Januar 1963  | Pujon     |